# Carl Herbold
Fredrik Carl Herbold, född 8 januari 1855 i Budapest, död 4 januari 1903 i Göteborg, var en ungersk musiker.
Herbold studerade vid Dresdens musikkonservatorium 1870–1873. Han var kapellmästare i Hamburg, i Kristiania från 1885 och i Göteborg från 1890. Han komponerade musik till skådespel.